# Tel·lurohauchecornita
La tel·lurohauchecornita és un mineral de la classe dels sulfurs. Rep el seu nom per ser el terme extrem tel·lúrid del grup de l'hauchecornita.

## Característiques
La tel·lurohauchecornita és un sulfurde níquel, bismut i tel·luri, de fórmula química Ni9Bi(Te,Bi)S₈, que va ser aprovat per l'Associació Mineralògica Internacional l'any 1978. Cristal·litza en el sistema tetragonal. Es troba en forma de grans irregulars de fins a 150 micròmetres. La seva duresa a l'escala de Mohs és 4.
Segons la classificació de Nickel-Strunz, la tel·lurohauchecornita pertany a «02.B - Sulfurs metàl·lics, M:S > 1:1 (principalment 2:1), amb Ni» juntament amb els següents minerals: horomanita, samaniïta, heazlewoodita, oregonita, vozhminita, arsenohauchecornita, bismutohauchecornita, hauchecornita, tučekita, argentopentlandita, cobaltopentlandita, geffroyita, godlevskita, kharaelakhita, manganoshadlunita, pentlandita, shadlunita i sugakiïta.

## Formació i jaciments
Es troba en filons hidrotermals de sulfurs de níquel, cobalt i coure. Sol trobar-se associada a la mil·lerita i a la calcopirita. Va ser descoberta l'any 1978 a la mina Strathcona, a Levack Township (Sudbury, Canadà). També ha estat descrita en una altra localitat: a la mina Fabi, a Lanzada (Lombardia, Itàlia).